# 朱月华
朱月华（1922年2月7日—2008年10月23日），江苏省赣榆区欢墩镇朱孟村人。中国人民解放军将领。
1940年，参加八路军，后担任滨海军区23团3营10连副连长。第二次国共内战，担任东北野战军第一纵队2师5团迫击炮连连长、2师4团参谋长、38军113师338团副团长。中华人民共和国成立后，1950年7月，任338团团长，参加朝鲜战争。1951年5月，任337团团长。1953年，任113师副参谋长、参谋长。1954年，任113师副师长。1955年，受中校军衔。1960年，晋升为上校军衔，曾荣获三级独立自由勋章、三级解放勋章。1965年，任113师师长。1968年7月，任第38军参谋长。1969年7月，任第38军副军长。1972年5月，任第38集团军军长。1978年6月，任第55集团军军长，次年率部参加中越战争。1980年12月，任广州军区副司令员。2008年，去世。